# Ezio Bosso
Ezio Bosso (ur. 13 września 1971 w Turynie, zm. 15 maja 2020 w Bolonii) – włoski pianista, dyrygent i kompozytor muzyki poważnej.

## Życiorys
Urodził się w Turynie w 13 września 1971 roku, Bosso nauczył się czytać i grać muzykę w wieku czterech lat, a w wieku 14 lat stał się basistą zespołu Statuto. W 2011 roku po operacji z powodu usunięcia nowotworu, dopadł go syndrom neurodegeneracyjny, który jednak nie przeszkodził mu w dalszym graniu, komponowaniu i kierowaniu zespołem, który początkowo został błędnie wskazany przez media jako ALS. Później Bosso porzucił muzykę popularną, aby zostać dyrygentem orkiestrowym i kompozytorem klasycznym. Dyrygował tak znanymi orkiestrami jak London Symphony Orchestra.
30 października 2015 roku ukazał się jego pierwszy poważny album studyjny, The 12th Room, który zajął trzecie miejsce na liście włoskich albumów FIMI.
Bosso zdobył kilka nagród za swoje kompozycje, w tym Australian Green Room Award, Syracuse NY Award i był nominowany do dwóch nagród David di Donatello. Jego kompozycje pojawiły się w różnych filmach, sztukach performatywnych i produkcjach teatralnych.
We wrześniu 2019 roku Bosso poinformował, że z powodu choroby neurodegeneracyjnej stracił kontrolę nad dwoma palcami. Dlatego nie był już w stanie grać na pianinie.
Bosso zmarł w swoim domu w Bolonii 15 maja 2020 roku w wieku 48 lat, po długiej walce z chorobą.